# سوزان كوهن
سوزان كوهن (بالألمانية: Susanne Kühn)‏ هي رسامة ألمانية، ولدت في 1969 في لايبزيغ في ألمانيا.